# Thích Mỹ Trân
Thích Mỹ Trân (sinh ngày 5 tháng 1 năm 1962) là nữ diễn viên của hãng truyền hình HKTVB trong thập niên 1980.

## Tiểu sử
Thích Mỹ Trân tham dự lớp diễn xuất khoá X của hãng TVB vào năm 1980, 1981 tốt nghiệp và bắt đầu nghiệp diễn xuất với những vai diễn đầu tiên chung khóa với cô có Lưu Đức Hoa, Lương Gia Huy, Ngô Gia Lệ, Phan Hoành Bân, ca sĩ Huỳnh Diệu Minh và Đới Chí Vĩ. Cũng năm này cô đóng chung phim You only live twice với Miêu Kiều Vỹ và hai người bắt đầu nảy sinh tình cảm. Nhưng mãi đến tận năm 1984 hai người mới công khai tình cảm của mình. Năm 1989 Jaime rời HKTVB để sang Đài Loan đóng phim nhưng vai diễn trong phim Đài Loan không thích hợp với cô, cô chỉ tham gia một phim là Tình nghĩa vô giá với Trương Thần Quang. Vai diễn ấn tượng nhất của cô là Lý sư sư trong Lâm Xung 1986 thành công nhất chuyện tình với Yến Thanh.
Năm 1990 cô quay về Hồng Kông kết hôn với Miêu Kiều Vĩ và tham gia 3 phim với ATV. Sau đó cô rời bỏ làng giải trí và chuyên tâm vào chăm lo việc gia đình. Cô sinh hạ 1 gái 1 trai vào năm 1991 và 1993. Gia đình cô mở thêm nghề phụ là kinh doanh mắt kính.

## Các Phim truyền hình

### TVB
- Số phận của người chiến binh nhà hát mới (1981)
- Đột phá (1981)
- Cấp độ không giang thứ 8 (1981)
- Bay qua 18 lớp (1981)
- Anh hùng phật sơn (1981)
- Tiếu ngạo giang hồ (1984)
- Ngọn lửa của thế giới võ thuật (1984)
- Tuyết sơn phi hồ (1985)
- Tân trác sư huynh phần 2 (1985)
- Dương gia tướng (1985)
- Thập kỷ hỗn loạn (1986)
- Lâm Xung (1986)
- Thiên long thần kiếm (1987)
- Thư kiếm ân cừu lục (1987)
- Song hùng kỳ hiệp (1988)
- Đại đô hội(Behind Silk Curtains)(1988)
- Con đường phú quý (2009)
- Long sống chồng (2010)

### ATV
- Hoa anh đào hoang dại (1989)
- Nhìn vào hiện tại (1989)
- Thiên la địa võng (1990)

### Đài Loan
- Tình nghĩa vô giá (1989)

### Trung Quốc
- Blooming Pinellia (2013)

## Phim điện ảnh
- Phim kinh dị (1983)
- Ngũ phúc tinh (1985)
- Tiểu cảnh sát (1989)
- Tiên lạc liêu phiêu (1995)
- 72 người thuê nhà trọ (2010)